# Tasma Walton

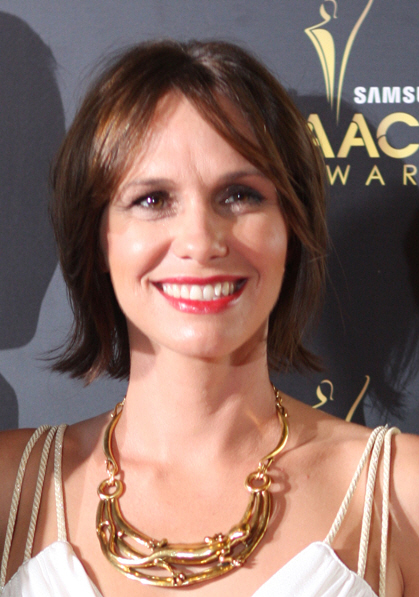
Tasma Walton

Tasma Walton (* 19. August 1973 in Geraldton) ist eine australische Filmschauspielerin.

## Leben
Tasma Walton war nur kurzzeitig am National Institute of Dramatic Art in Sydney. Sie wurde ab 1995 als Film- und Fernsehschauspielerin tätig. So spielte sie die Polizistin „Dash McKinley“ in der Polizeiserie Blue Heelers. 2013 spielte sie „Mary Swan“ im Film Mystery Road sowie auch in der Serie Mystery Road – Verschwunden im Outback ab 2018.
2009 heiratete sie den Comedian Rove McManus.

## Filmografie (Auswahl)
- 1995–1999: Blue Heelers (Fernsehserie, 128 Folgen)
- 1995–2014: Home and Away (Fernsehserie, 16 Folgen)
- 1996: Fistful of Flies
- 2003: Subterano
- 2005: Little Oberon
- 2009–2010: City Homicide (Fernsehserie, 14 Folgen)
- 2013: Mystery Road
- 2015: Looking for Grace
- 2016–2017: Cleverman (Fernsehserie, 12 Folgen)
- 2016–2018: Rake (Fernsehserie, 7 Folgen)
- 2018–2020: Mystery Road – Verschwunden im Outback (Mystery Road, Fernsehserie, 11 Folgen)
- 2022: Sweet As
- 2024: Kid Snow